# 三重県道55号久居河芸線
三重県道55号久居河芸線（みえけんどう55ごう ひさいかわげせん）は、三重県津市を通る主要地方道（三重県道）である。

## 概要
津市郊外を縦貫する路線で、沿線は宅地や学校が多い。

### 路線データ
- 起点：津市久居明神町字風早2604番2地先[1]（国道165号交点、明神町西交差点）
- 終点：津市河芸町北黒田字持野728番4[1]（国道306号交点）
- 総延長：14.780 km

## 歴史
- 1993年（平成5年）5月11日 - 建設省から、県道一身田豊野久居線が久居河芸線として主要地方道に指定される[2]。

## 路線状況

### 重複区間
- 三重県道657号家所阿漕停車場線（津市野田 - 津市殿村）
- 国道163号（津市殿村）
- 三重県道650号三宅一身田停車場線（津市大里窪田町）
- 三重県道410号草生窪田津線（津市大里窪田町 - 津市一身田町）

### 主な橋梁
- 五々六橋：岩田川
- 一色橋：安濃川
- 極楽橋：志登茂川

### 利用状況
平日12時間交通量（平成17年度）
| 地点       | 交通量  |
| 津市野田   | 9,507台 |
| 津市一色町 | 8,814台 |

## 地理

### 通過する自治体
- 津市

### 交差する道路
- 国道165号（起点）
- 三重県道657号家所阿漕停車場線（津市野田）
- 国道163号（三重県道657号家所阿漕停車場線 重複）（津市殿村）
- 国道163号・三重県道411号穴倉南神山津線（津市殿村）
- 三重県道42号津芸濃大山田線（津市納所町）
- 国道23号中勢バイパス（津市河辺町）
- 三重県道10号津関線（津市一身田小古曽）
- 三重県道410号草生窪田津線（三重県道650号三宅一身田停車場線 重複）（津市大里窪田町）
- 三重県道410号草生窪田津線（三重県道650号三宅一身田停車場線 重複）（津市一身田町）
- 国道306号（終点）

### 沿線にある施設など
- 伊勢自動車道
  - 久居IC
  - 津IC
- 三重県久居庁舎
- 久居インターガーデン
- 三重中央医療センター
- 津市消防本部（久居消防署）
- 三重県立久居高等学校
- 泉ヶ丘団地
- 津市水道局
- 津市立西郊中学校
- 安東郵便局
- 三重県立津西高等学校
- 津西ハイタウン
- 三重県人権センター
- 三重県身体障害者総合福祉センター
- JR関西本線 一身田駅
- 浄土真宗高田派本山専修寺
- 私立高田中学校・高等学校
- 豊野団地